# Centro culturale Savioli
Il centro culturale Savioli (ex mercato coperto) è un edificio situato a Pomarance.

## Storia
L'edificio si colloca in prossimità del margine sud dell'edificato storico di Pomarance, nella zona di espansione residenziale anni '50-'60.
Situato su un'area prospiciente la via ex Massetana, oggi statale 439, che unisce Saline con Larderello, il volume del mercato emerge dal costruito circostante essendo situato al centro di un piazzale libero, in parte adibito a parcheggio.
Il linguaggio delle forme architettate introduce nel contesto di questa parte dell'abitato urbano una nota di originale espressività. I materiali impiegati come il cemento armato a vista, le superfici ad intonaco bianco e il legno degli infissi, che si ritrovano sia all'interno che all'esterno dell'edificio stesso, si inseriscono perfettamente nell'ambiente circostante. Il paesaggio si fonde all'organismo architettonico filtrando al suo interno fino a divenirne parte integrante. Spazio interno ed esterno dialogano reciprocamente instaurando tra loro un rapporto di continuità.
Nel 1959, dopo aver lavorato alla redazione del piano regolatore generale e del piano particolareggiato per il comune di Pomarance, Leonardo Savioli riceve l'incarico dall'Amministrazione di studiare il progetto per un mercato coperto da destinarsi alla vendita di generi ortofrutticoli.
Il PRG suggerisce la localizzazione dell'intervento in un'area periferica di espansione, già di proprietà del Comune, posta lungo la strada di ingresso al paese per chi proviene da Volterra.
L'architetto realizza, in collaborazione con Danilo Santi, una struttura a tettoia aperta su quattro lati, prevedendone però fin dall'inizio la soluzione di chiusura con tamponamenti in muratura e serramenti in legno. Una foto del mercato ancora aperto è pubblicata nel 1966, a pochi anni dalla data di ultimazione dei lavori, nella monografia a cura di Giovanni Fanelli dal titolo "Leonardo Savioli".
Il progetto è illustrato in forma sintetica attraverso poche tavole di disegno essenziali per la fase esecutiva e da uno schizzo prospettico a china, datato 3 ottobre 1959 e recante la firma di entrambi i progettisti, che mostra l'opera in una visione interna d'insieme.
Dopo una breve attività iniziale il mercato è rimasto inutilizzato per alcuni anni fin quando l'amministrazione non è intervenuta con un'opera di recupero per riscattarne la funzionalità perduta modificandone la destinazione d'uso. Tra il 1998 ed il 1999 l'edificio è stato sottoposto a lavori di ristrutturazione ed adeguamento impiantistico, ad opera dell'architetto Florestano Bargelli. Attualmente la costruzione, trasformata in spazio polifunzionale, ospita, con il nome di "Centro Savioli", funzioni relative ad attività culturali e ricreative a servizio degli abitanti del Comune di Pomarance.

## La critica
L'opera, pur non avendo ottenuto segnalazioni particolari da parte della critica, è ricordata da Fabrizio Brunetti che ascrive il piccolo mercato coperto di Pomarance tra gli episodi più interessanti dell'esperienza progettuale di Savioli per la chiara ascendenza lecorbusieriana del linguaggio che la contraddistingue.

## Architettura
La  piazza destinata alla vendita, dal perimetro rettangolare, è definita dalla sequenza ritmica di 6 arconi in cemento armato, fondati su plinti isolati di forma trapezoidale. Sugli arconi dal profilo parabolico si innestano 6 travi in contropendenza che sostengono la soletta di copertura delle fasce laterali. L'intera copertura è costruita con travetti precompressi e pignatte che internamente presentano la superficie dell'intradosso semplicemente imbiancata.
Sui lati lunghi, intervallati dal ritmo della struttura primaria, si alternano, tre per lato, i volumi chiusi dei box, in origine destinati ad accogliere i banchi del mercato ed attualmente trasformati in spazi di servizio.
L'estrema chiarezza della composizione è vivacizzata dal rapporto che la struttura instaura con la fitta trama degli infissi il cui disegno verticale è ravvivato dall'inserimento di caratteristici cubi lignei, lo stesso motivo che si ritrova nella Villa Sandroni di Arezzo del 1962-'64.
L'opera, che appartiene alla serie delle numerose esperienze condotte da Savioli in stretta collaborazione con Danilo Santi, rivela la suggestione esercitata dal linguaggio più espressivo dell'ultimo Le Corbusier del quale Savioli ha allestito la grande mostra fiorentina nel 1963.